# Area 52 (album)
Area 52 è il quarto album in studio del duo di chitarristi messicani Rodrigo y Gabriela, pubblicato nel 2012. 
Registrato con un'orchestra di 12 elementi chiamata C.U.B.A. e con altri artisti, è il primo album di collaborazione per il duo messicano.

## Tracce
Tutte le tracce sono di Rodrigo y Gabriela.
1. Santo Domingo (con Samuel Folmell Alfonso) – 6:31
2. Hanuman (con John Tempesta) – 5:33
3. Ixtapa (con Anoushka Shankar) – 8:11
4. 11:11 (con Carles Benevant & Carlota Teresa Polledo Noriega) – 7:30
5. Master Maqui (con Le Trio Joubran) – 5:13
6. Diablo Rojo – 5:09
7. Logos – 4:46
8. Juan Loco (con Carlos Benavent) – 4:09
9. Tamacun (con John Tempesta) – 6:55